# Nadmorska višina
Nadmôrska višína (skrajšano n. v.) je absolutna višina točke na Zemeljinem površju, merjena od ravni morske gladine (in ne od središča Zemlje). 
Razdalja od središča Zemlje do njene površine na srednji morski gladini je Zemljin polmer. 
Obala, stik morja in kopnega, ima torej nadmorsko višino 0 m. Pri lokacijah na Zemljinem površju gre za nadmorsko višino neke izbrane točke, saj ima lahko lokacija različno visoke dele. Predel z negativno nadmorsko višino se imenuje depresija: precejšen del Nizozemske in npr. glavno mesto Azerbajdžana Baku sta pod morsko gladino.
Nadmorska višina skupaj z zemljepisno širino in zemljepisno dolžino sestavlja geografski koordinatni sistem, s katerim enolično določamo lego poljubne točke na Zemljinem površju. Natančno nadmorsko višino se določi z zapletenim sistemom merjenj in določanjem izhodiščnih točk, danes lahko s sprejemniki GPS določimo vse podatke precej natančno.
Najvišjo nadmorsko višino v Sloveniji ima Triglav (2864 m), najvišja točka na Zemlji pa je vrh Everesta (8848 m). 
Zaradi »izbokline« v Zemljini skorji je Čimboraso (orig. Chimborazo) v Ekvadorju 2550 m bolj oddaljena gora od središča Zemlje kot Mount Everest.
Nadmorska višina se določa glede na neko referenčno točko na morski gladini. Slovenski zemljevidi imajo določeno nadmorsko višino glede na pomol Sartorio v Trstu.